# Südafrikanische Frauen-Cricket-Nationalmannschaft in den West Indies in der Saison 2012/13
Die Tour der südafrikanischen Cricket-Nationalmannschaft in die West Indies in der Saison 2012/13 fand vom 7. bis zum 20. Januar 2013 statt. Die internationale Cricket-Tour war Bestandteil der Internationalen Cricket-Saison 2012/13 und umfasste fünf WODIs und zwei WTwenty20s. Die West Indies gewannen die WTwenty20-Serie mit 2–0, während die WODI-Serie mit 2–2 unentschieden endete.

## Vorgeschichte
Für beide Mannschaften war es die erste Tour der Saison. Das letzte Aufeinandertreffen der beiden Mannschaften bei einer Tour fand in der Saison 2009/10 in Südafrika statt und es war die erste Tour der beiden Teams gegeneinander in den West Indies. Die Tour diente beiden Teams als Vorbereitung für den Women’s Cricket World Cup 2013.

## Stadien
Die folgenden Stadien wurden für die Tour als Austragungsort vorgesehen.
| Stadt      | Land                | Stadion                 | Kapazität | Spiele       |
| ---------- | ------------------- | ----------------------- | --------- | ------------ |
| Basseterre | St. Kitts und Nevis | Warner Park             | 8.000     | 1. & 2. WODI |
| Gros Islet | Saint Lucia         | Beausejour Stadium      | 20.000    | 1. & 2. WT20 |
| Roseau     | Dominica            | Windsor Park (Dominica) | 12.000    | 3. – 5. WODI |

## Kaderlisten
Südafrika benannte seine Kader am 20. Dezember 2012.
Die West Indies benannten ihre Kader am 21. Dezember 2012.
| WODI | WODI | WTwenty20 | WTwenty20 |
| West Indies | Südafrika | West Indies | Südafrika |
| --- | --- | --- | --- |
| - Merissa Aguilleira (K, wk) - Shemaine Campbelle - Shanel Daley - Deandra Dottin - Kycia Knight - Kyshona Knight - Natasha McLean - Anisa Mohammed - Subrina Munroe - Juliana Nero - June Ogle - Shaquana Quintyne - Shakera Selman - Tremayne Smartt - Stafanie Taylor | - Mignon du Preez (K) - Susan Benade - Cri-Zelda Brits - Trisha Chetty (wk) - Savanna Cordes (wk) - Dinesha Devnarain - Shandre Fritz - Marizanne Kapp - Marcia Letsoalo - Sunette Loubser - Yolandi Potgieter - Elriesa Theunissen-Fourie - Chloe Tryon - Dane van Niekerk | - Merissa Aguilleira (K, wk) - Shemaine Campbelle - Shanel Daley - Deandra Dottin - Kycia Knight - Kyshona Knight - Natasha McLean - Anisa Mohammed - Subrina Munroe - Juliana Nero - June Ogle - Shaquana Quintyne - Shakera Selman - Tremayne Smartt - Stafanie Taylor | - Mignon du Preez (K) - Susan Benade - Cri-Zelda Brits - Trisha Chetty (wk) - Savanna Cordes (wk) - Dinesha Devnarain - Shandre Fritz - Marizanne Kapp - Marcia Letsoalo - Sunette Loubser - Yolandi Potgieter - Elriesa Theunissen-Fourie - Chloe Tryon - Dane van Niekerk |

## Tour Matches
| 3. Januar | Basseterre (CSC) | Saint Kitts U17 Boys 220-6 (45) | – | Südafrika 221-1 (49.1) |
|           |                  | Südafrika gewinnt mit 9 Wickets |   |                        |

| 5. Januar | Basseterre (CSC) | Südafrika 238-8 (50)          | – | Saint Kitts U17 Boys 199 (46) |
|           |                  | Südafrika gewinnt mit 39 Runs |   |                               |

## Women’s One-Day Internationals

### Erstes WODI in Basseterre
| 7. Januar Scorecard | Basseterre | Südafrika 206-8 (50)          | – | West Indies 126 (35.3) |
|                     |            | Südafrika gewinnt mit 80 Runs |   |                        |

Südafrika gewann den Münzwurf und entschied sich als Schlagmannschaft zu beginnen.

### Zweites WODI in Basseterre
| 9. Januar Scorecard | Basseterre | West Indies 128 (48.2)          | – | Südafrika 129-6 (47.2) |
|                     |            | Südafrika gewinnt mit 4 Wickets |   |                        |

Die West Indies gewannen den Münzwurf und entschieden sich als Feldmannschaft zu beginnen. Als Spielerin des Spiels wurde Sunette Loubser ausgezeichnet.

### Drittes WODI in Roseau
| 12. Januar Scorecard | Roseau | Südafrika 120 (47.1)              | – | West Indies 121-2 (29.2) |
|                      |        | West Indies gewinnt mit 8 Wickets |   |                          |

Die West Indies gewannen den Münzwurf und entschieden sich als Feldmannschaft zu beginnen. Als Spielerin des Spiels wurde Stafanie Taylor ausgezeichnet.

### Viertes WODI in Roseau
| 13. Januar Scorecard | Roseau | Südafrika 139 (43/43) | – | West Indies 8-0 (2/43) |
|                      |        | No Result             |   |                        |

Die West Indies gewannen den Münzwurf und entschieden sich als Feldmannschaft zu beginnen. Das Spiel wurde auf Grund von Regenfällen erst verkürzt und dann abgebrochen.

### Fünftes WODI in Roseau
| 15. Januar | Roseau | West Indies 177-8 (50)          | – | Südafrika 155 (46.3) |
|            |        | West Indies gewinnt mit 22 Runs |   |                      |

Südafrika gewann den Münzwurf und entschied sich als Feldmannschaft zu beginnen. Als Spielerin des Spiels wurde Stafanie Taylor ausgezeichnet.

## Women’s Twenty20 Internationals

### Erstes WTwenty20 in Gros Islet
| 19. Januar Scorecard | Gros Islet | Südafrika 113-7 (20)              | – | West Indies 113-2 (18.2) |
|                      |            | West Indies gewinnt mit 8 Wickets |   |                          |

Südafrika gewann den Münzwurf und entschied sich als Schlagmannschaft zu beginnen. Als Spielerin des Spiels wurde Deandra Dottin ausgezeichnet.

### Zweites WTwenty20 in Gros Islet
| 20. Januar Scorecard | Gros Islet | Südafrika 94-6 (20)               | – | West Indies 97-3 (17.2) |
|                      |            | West Indies gewinnt mit 6 Wickets |   |                         |

Die West Indies gewannen den Münzwurf und entschieden sich als Feldmannschaft zu beginnen. Als Spielerin des Spiels wurde Shanel Daley ausgezeichnet.

## Auszeichnungen

### Player of the Series
Als Player of the Series wurden der folgende Spieler ausgezeichnet.
| Serie | Player of the Series |
| ----- | -------------------- |
| WODI  | Stafanie Taylor      |
| WT20  | Shanel Daley         |

### Player of the Match
Als Player of the Match wurden die folgenden Spielerinnen ausgezeichnet.
| Spiel   | Player of the Match |
| ------- | ------------------- |
| 1. WODI | –                   |
| 2. WODI | Sunette Loubser     |
| 3. WODI | Stafanie Taylor     |
| 4. WODI | –                   |
| 5. WODI | Stafanie Taylor     |
| 1. WT20 | Deandra Dottin      |
| 2. WT20 | Shanel Daley        |